# Lanthandel

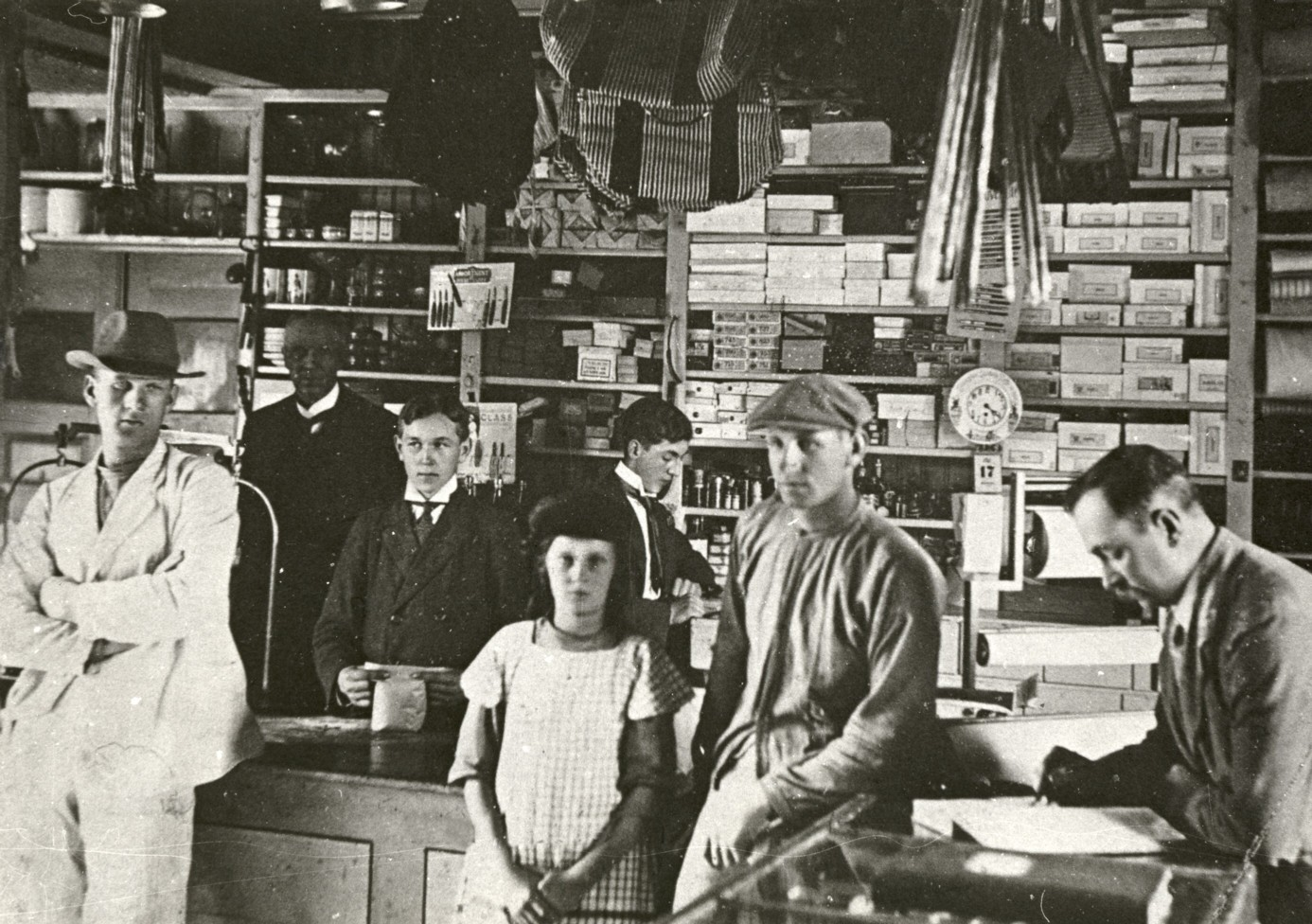
Lanthandel i Glava i Värmland, 1912

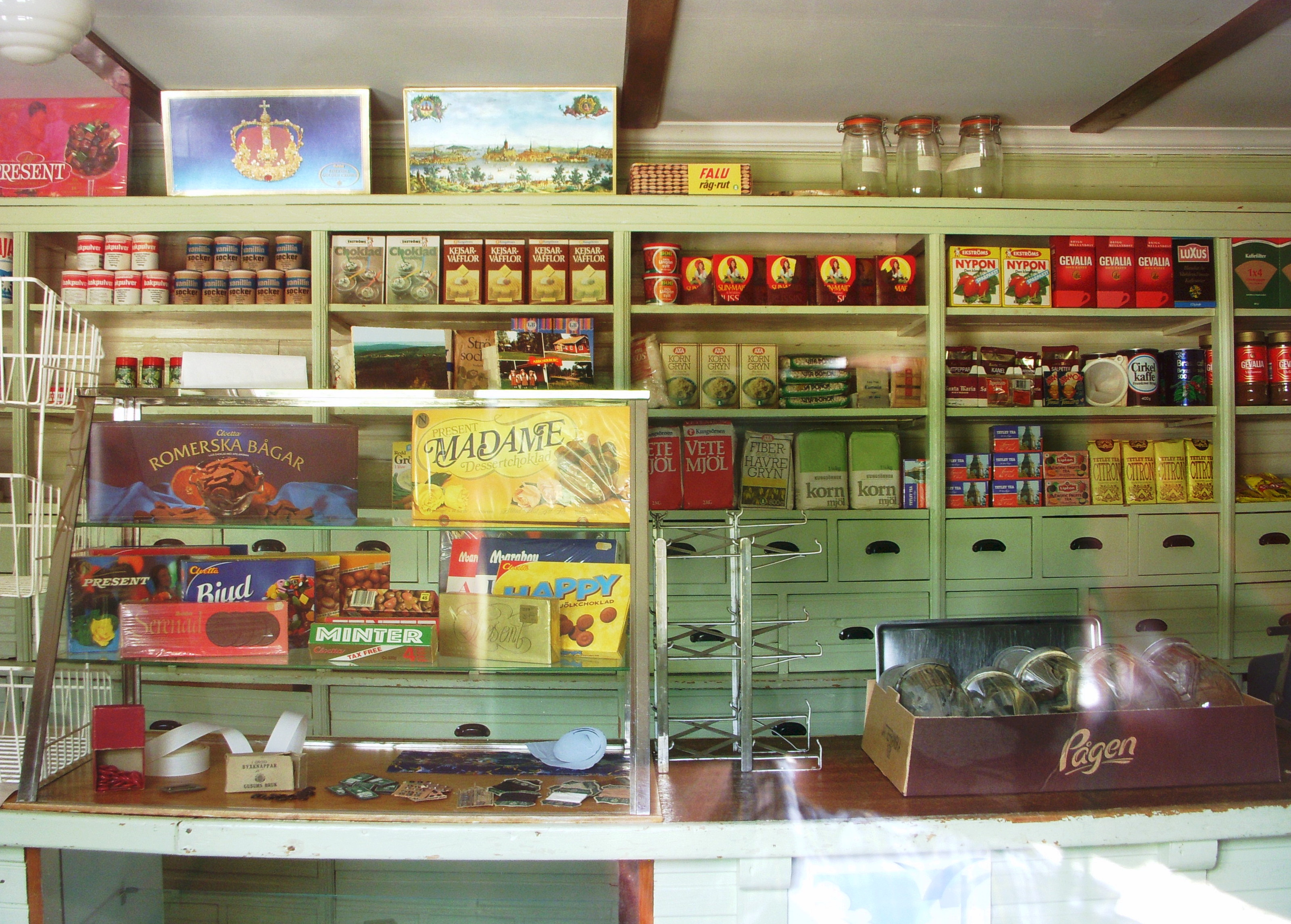
Abborrbergs lanthandel, 2013.

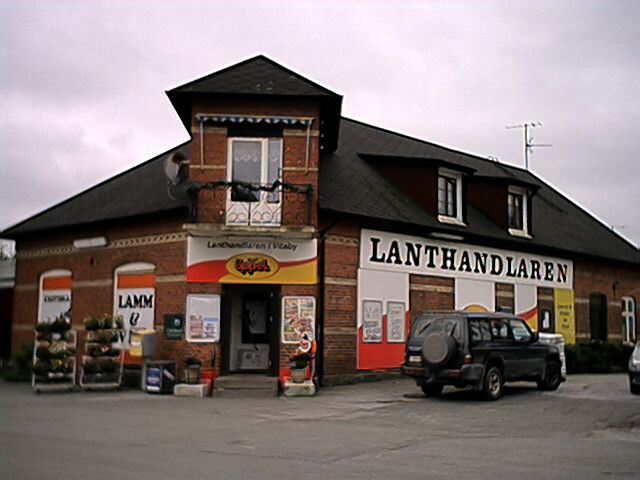
Modernare variant av lanthandel i Vitaby

En lanthandel är en mindre livsmedelsbutik på landsbygden. Begreppet avsåg ursprungligen konceptet handel på landet (i motsats till i staden).

## Lanthandelns historia
En förordning i Kristoffers landslag från 1442 förbjöd handel på landsbygden och koncentrerade all handel till städerna. 
År 1822 gav Kommerskollegium formellt män och kvinnor lika rätt att ansöka om tillstånd av landshövdingarna att öppna lanthandel, men i praktiken var myndigheterna restriktiva med sådana tillstånd: år 1833 fanns det fortfarande enbart 127 lanthandlare i hela Sverige (varav var 6 kvinnor och 5 av dessa hade ärvt handeln som änkor).
År 1846 blev det, såvida platsen låg mer än tre mil från en stad, tillåtet att öppna handelsbod i Sverige. 1864 försvann också begränsningen på etablering innanför tremilsradien.
Tidigare fick viss handelsverksamhet bedrivas t.ex. handel i anslutning till och enbart för de anställda vid de svenska bruken, samt handel vid speciella marknadsplatser som ordnades några gånger per år. Ännu tidigare rådde naturahushållning, viss handel bedrevs dock genom bytesverksamhet lokalt mellan bönder och grannar redan tidigare. 
De första handlarna var ofta bönder som öppnade handel under enkla former. Lanthandelns utbredning följde i stort utbyggnaden av den svenska järnvägen som gjorde det enkelt att transportera varor.
Lanthandeln av den äldre modellen innebar manuell expediering av varorna över disk. Att handla tog därför förhållandevis lång tid. Ett exempel på en manuell lanthandel är Bäcks lanthandel. Många lanthandlare moderniserade sig dock till den numera förekommande självplock-modellen. 
Numera är lanthandeln på utdöende till förmån för de större matvarujättarna i städernas utkanter.
"Lanthandelns dag" firas vanligtvis sista lördagen i juli månad.